# Hospitalkirche (Hof)
Koordinaten: 50° 19′ 27,9″ N, 11° 55′ 9,2″ O

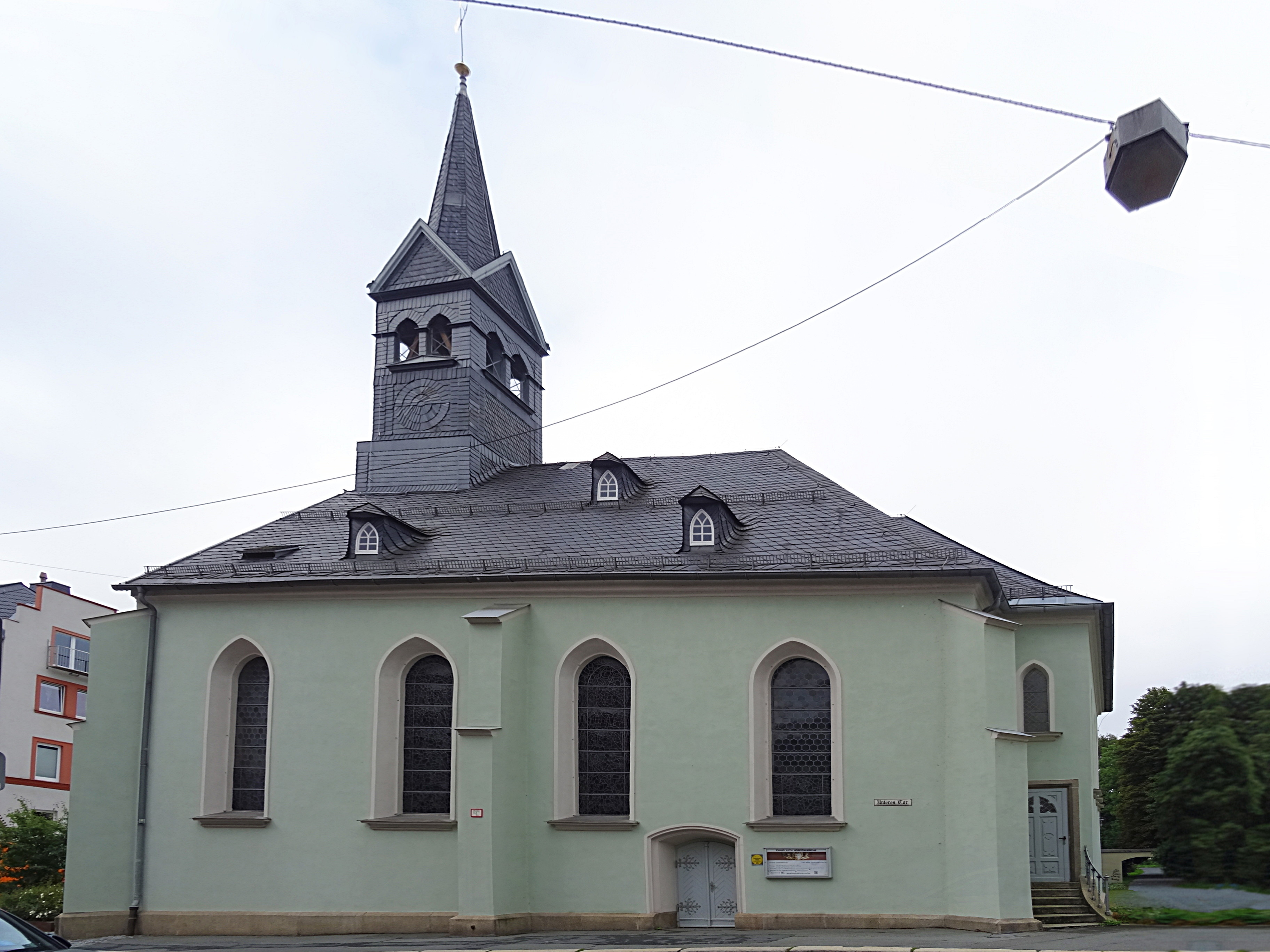
Kirche von Osten
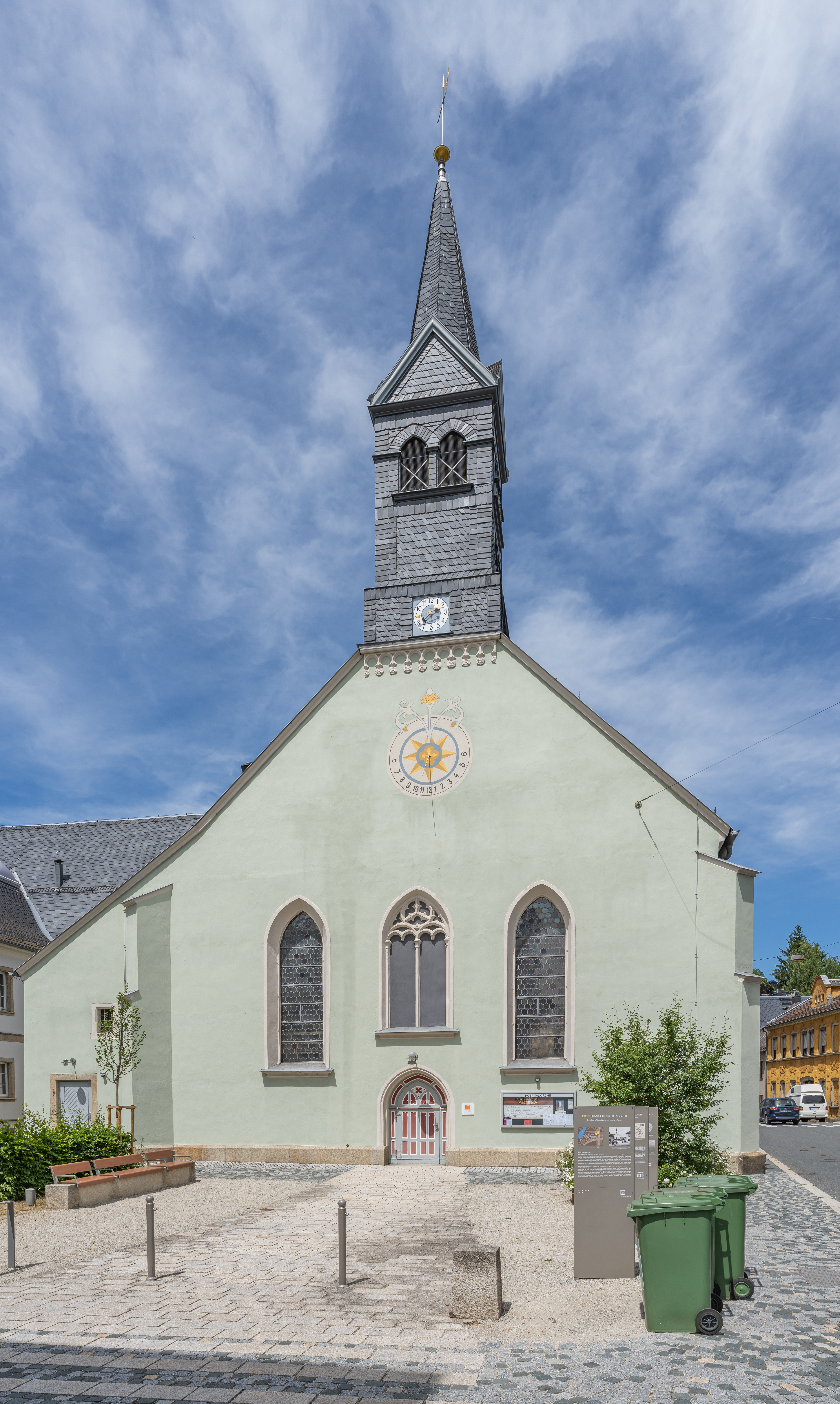
Die Hospitalkirche vom Unteren Tor aus
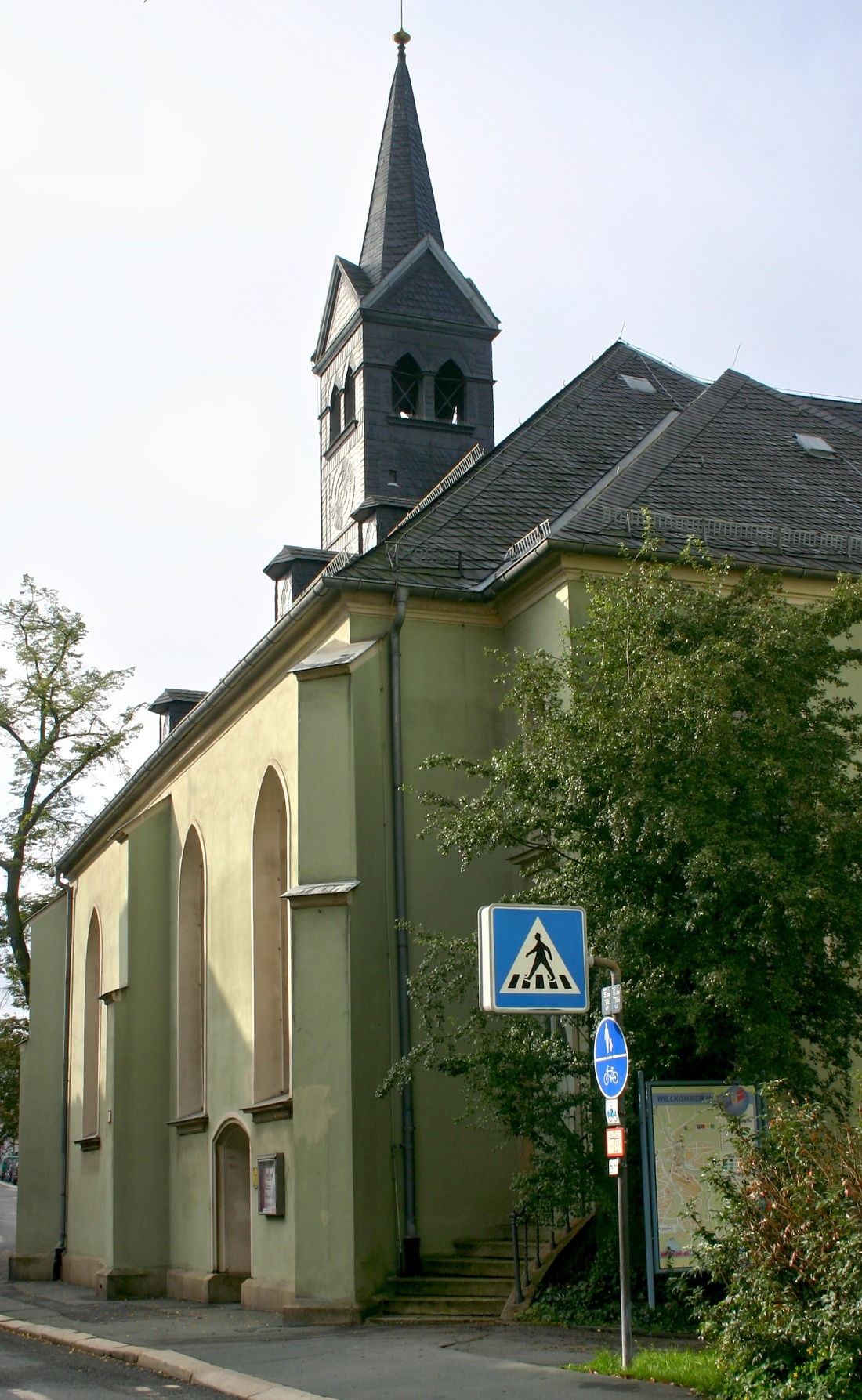
Die Hospitalkirche von der Vorstadt aus
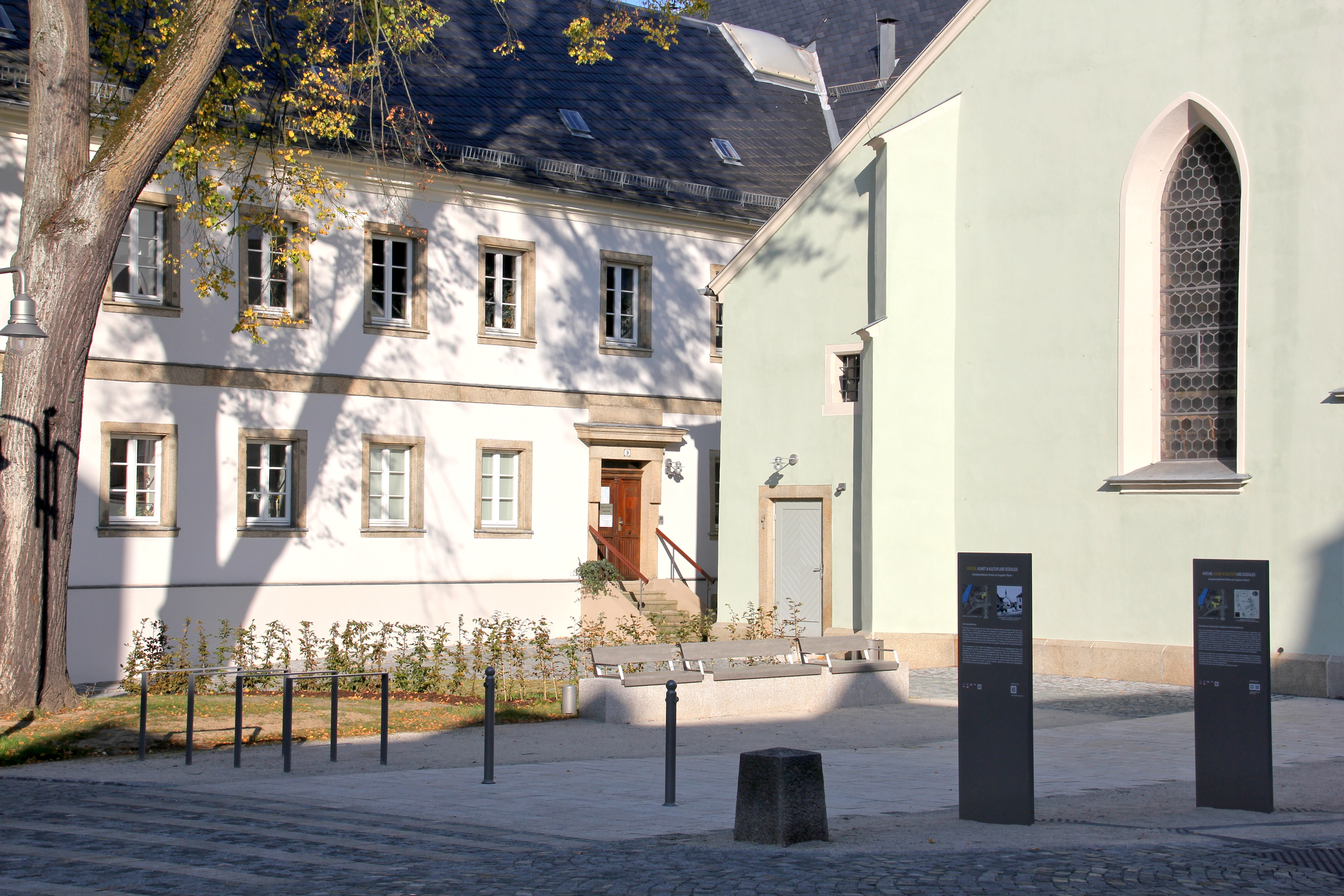
Der Kirchvorplatz der Hospitalkirche
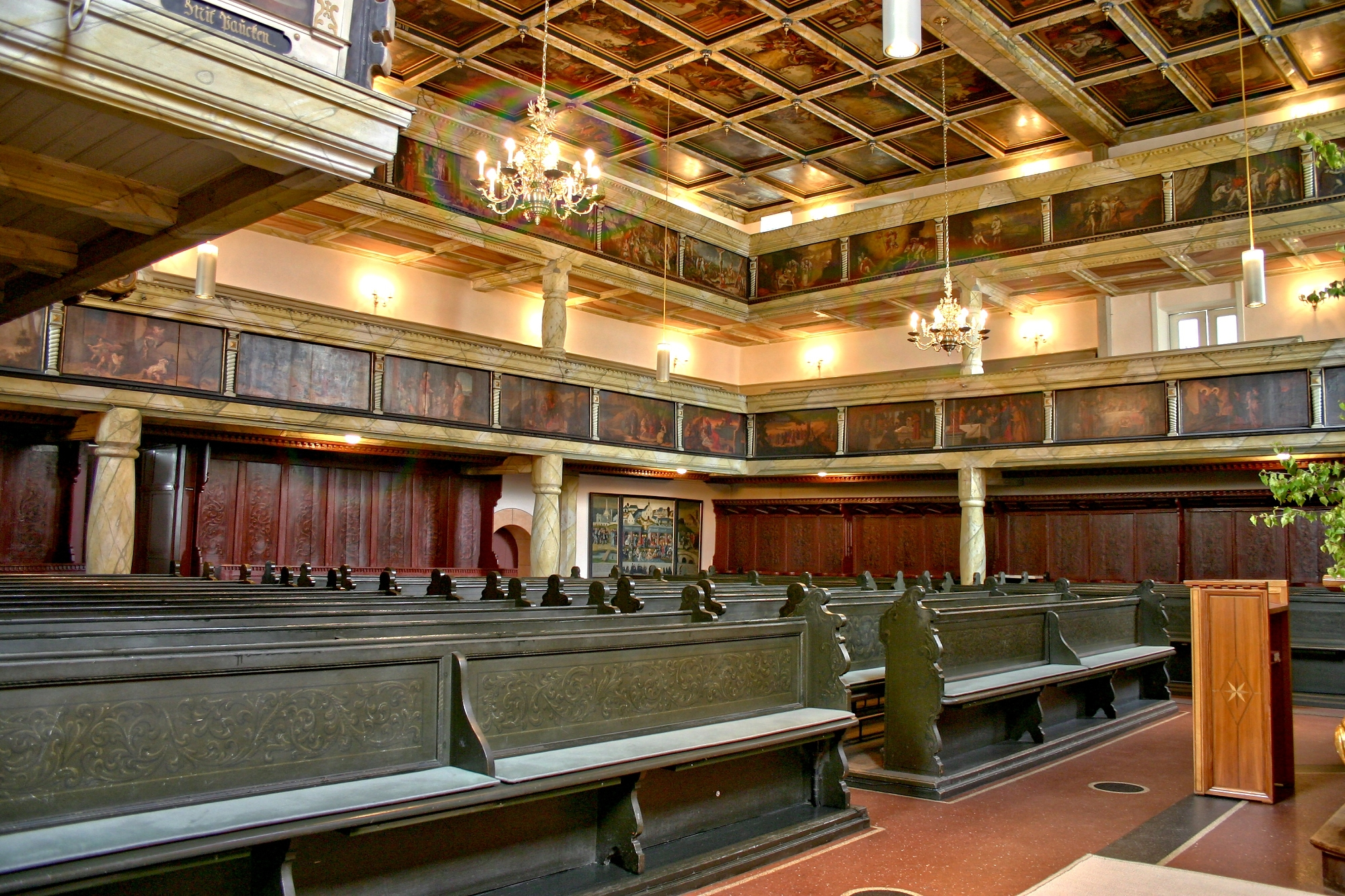
Der Innenraum der Kirche von der Altarstufe aus
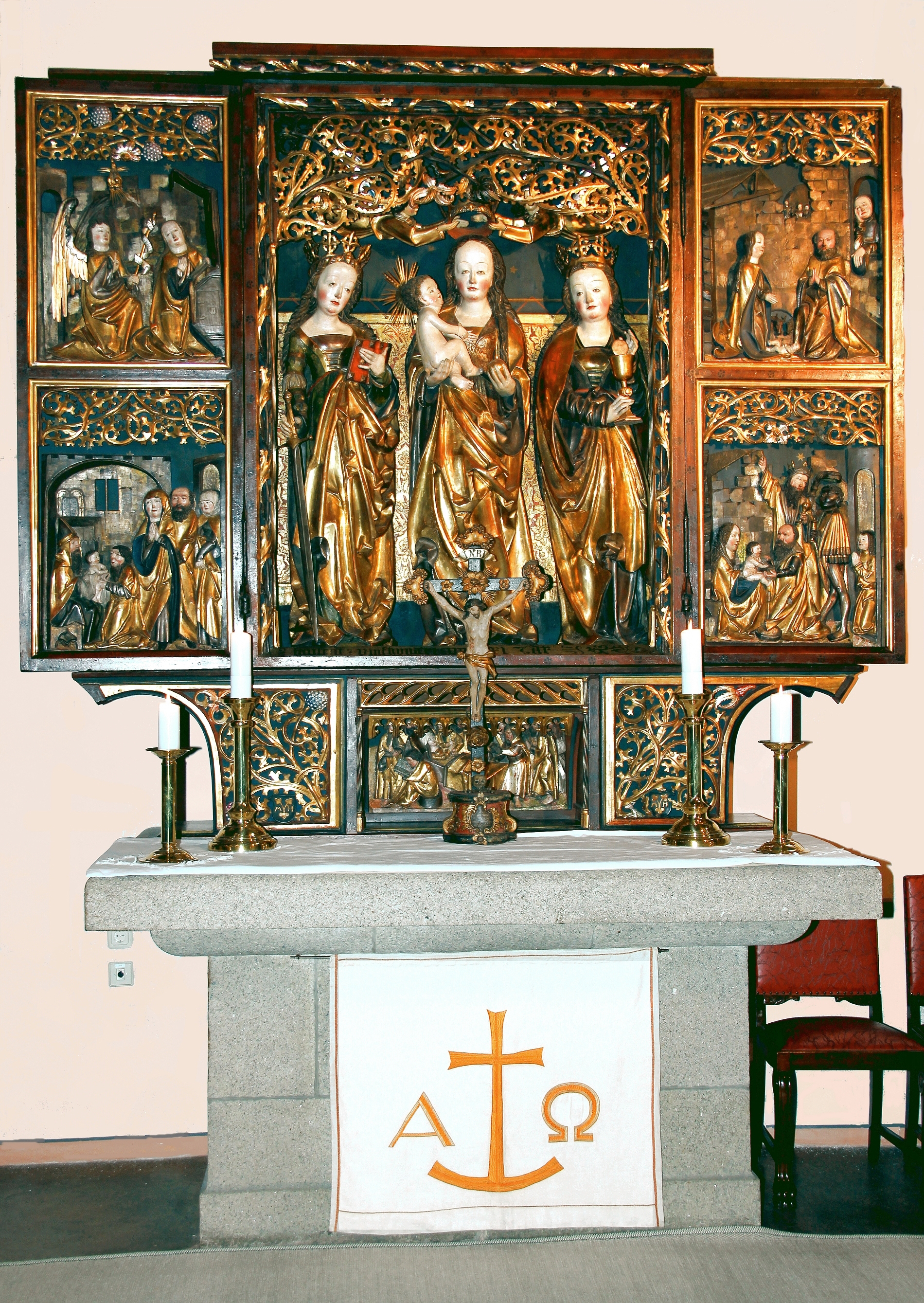
Gesamtansicht des Marienaltars von Michael Heuffner
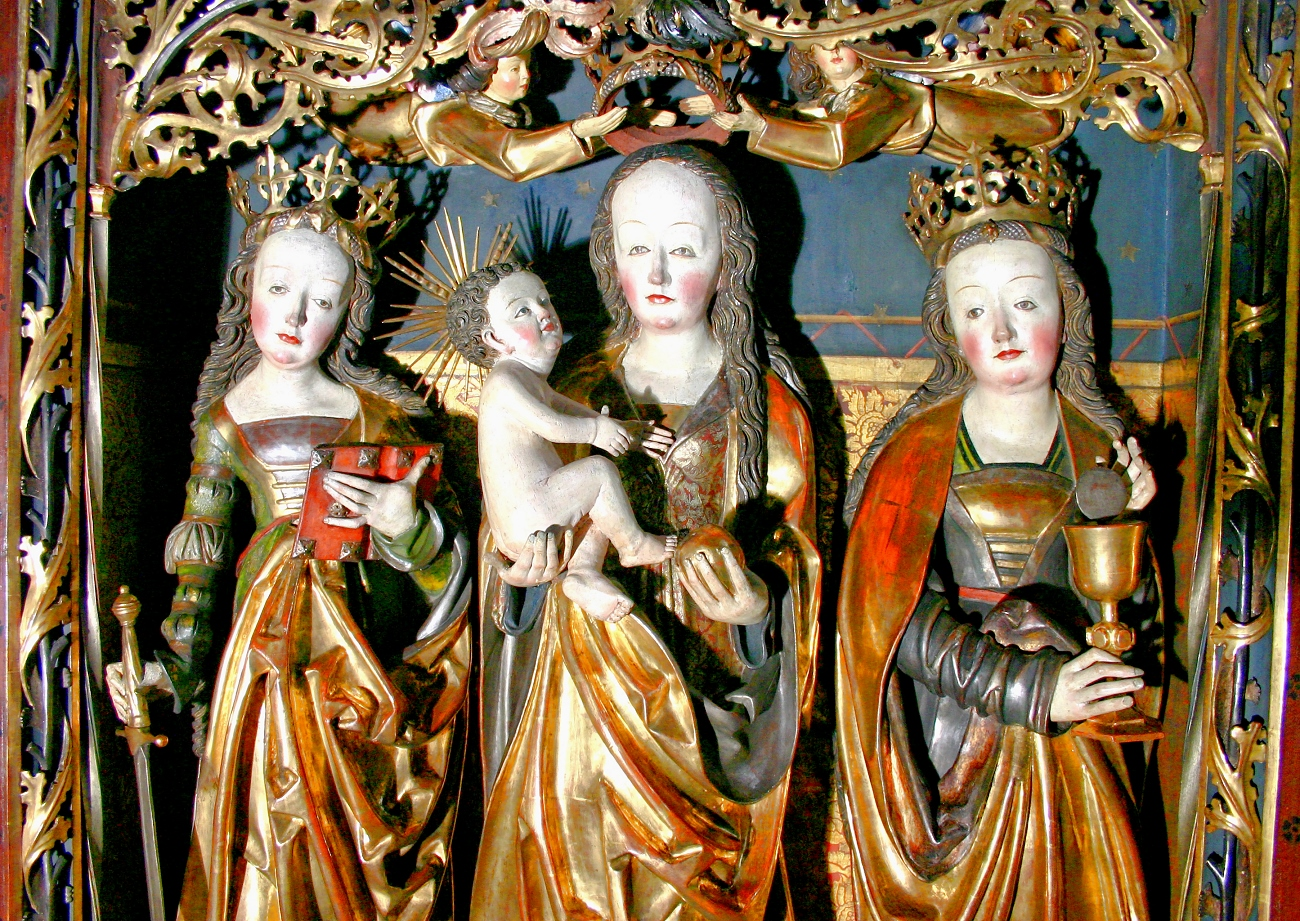
Der Mittelschrein des Marienaltars. Links die hl. Katharina (mit Bibel und Schwert), in der Mitte Maria mit dem Jesuskind, rechts die hl. Barbara (mit Kelch)
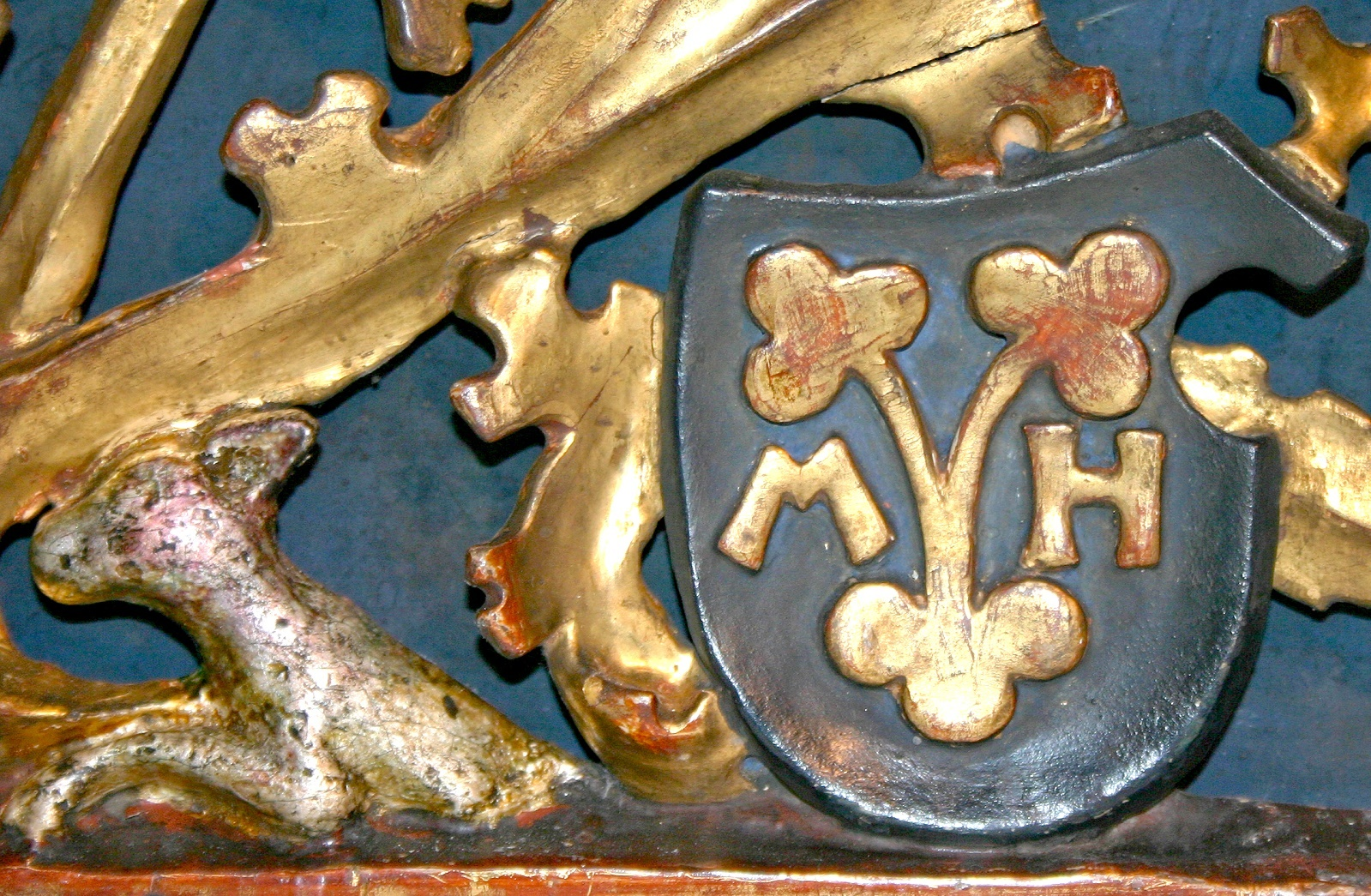
Das Wappen Michael Heuffners, des Schöpfers des Marienaltars
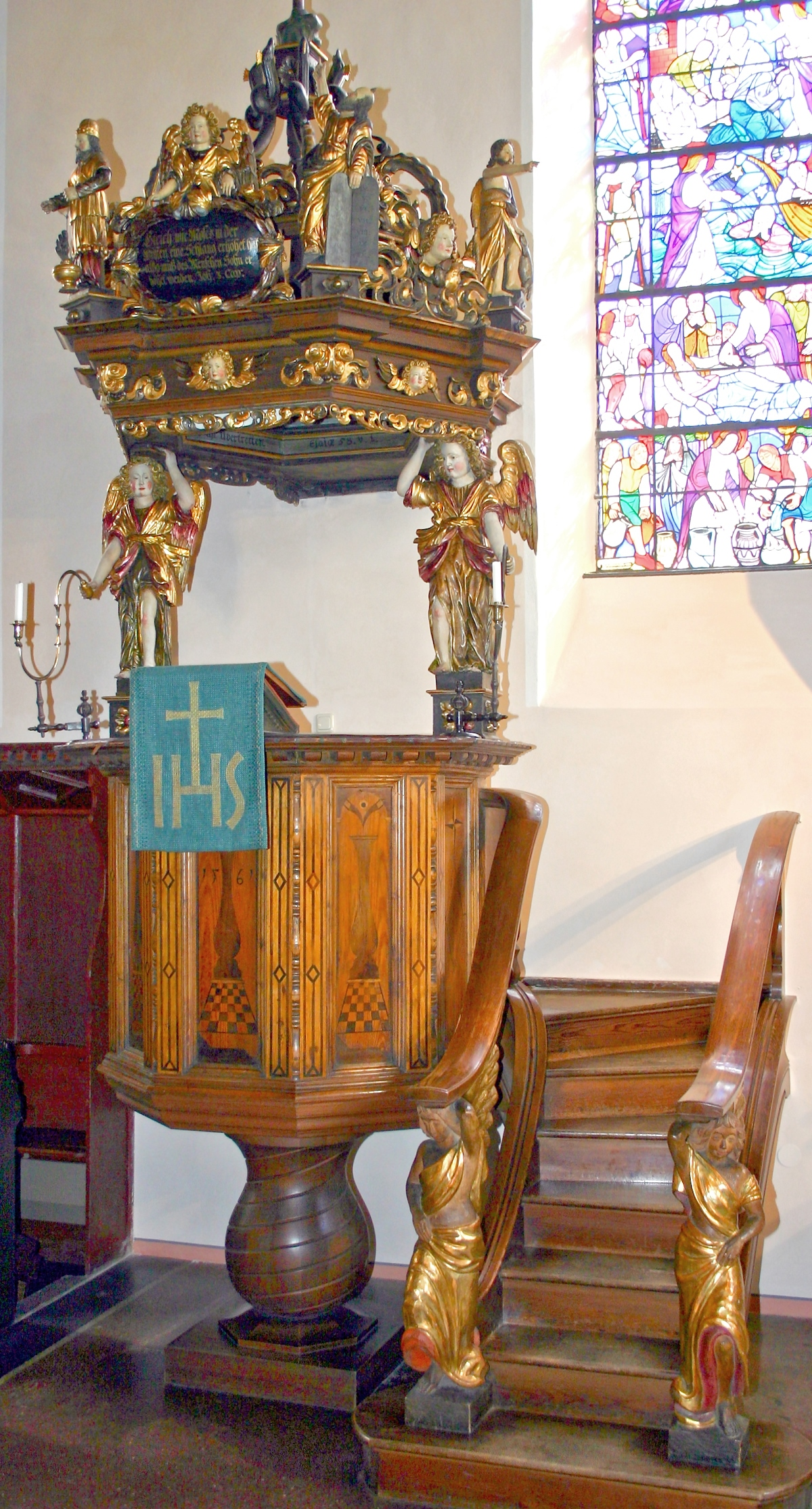
Die Kanzel, Kanzelkorb 1561, Kanzeldeckel mit Figuren von Johann Nikolaus Knoll 1693, Engel am Treppenaufgang und Glasfenster von Helmut Ammann 1938
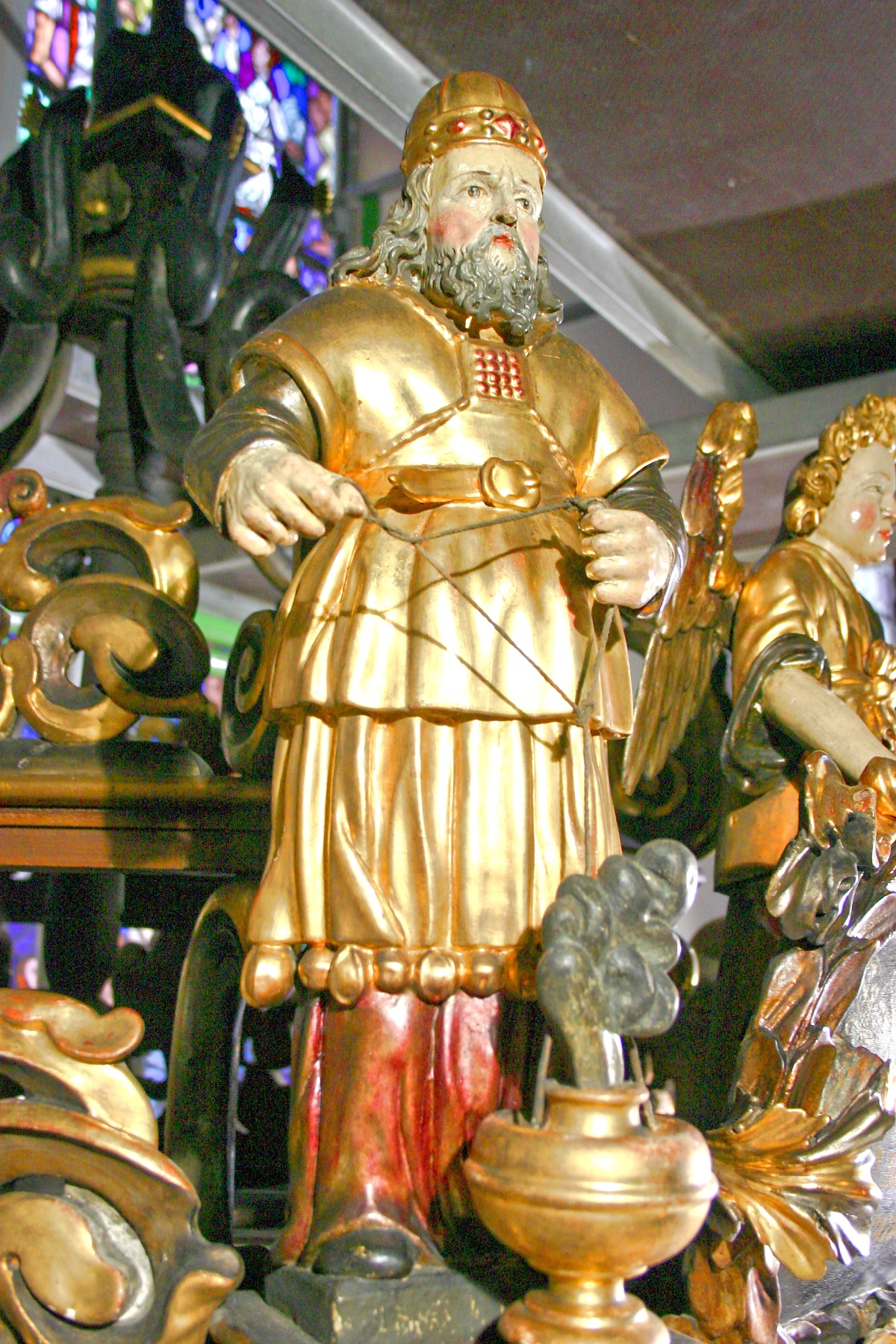
Die Figur des Aaron von Johann Nikolaus Knoll im Kanzeldeckel
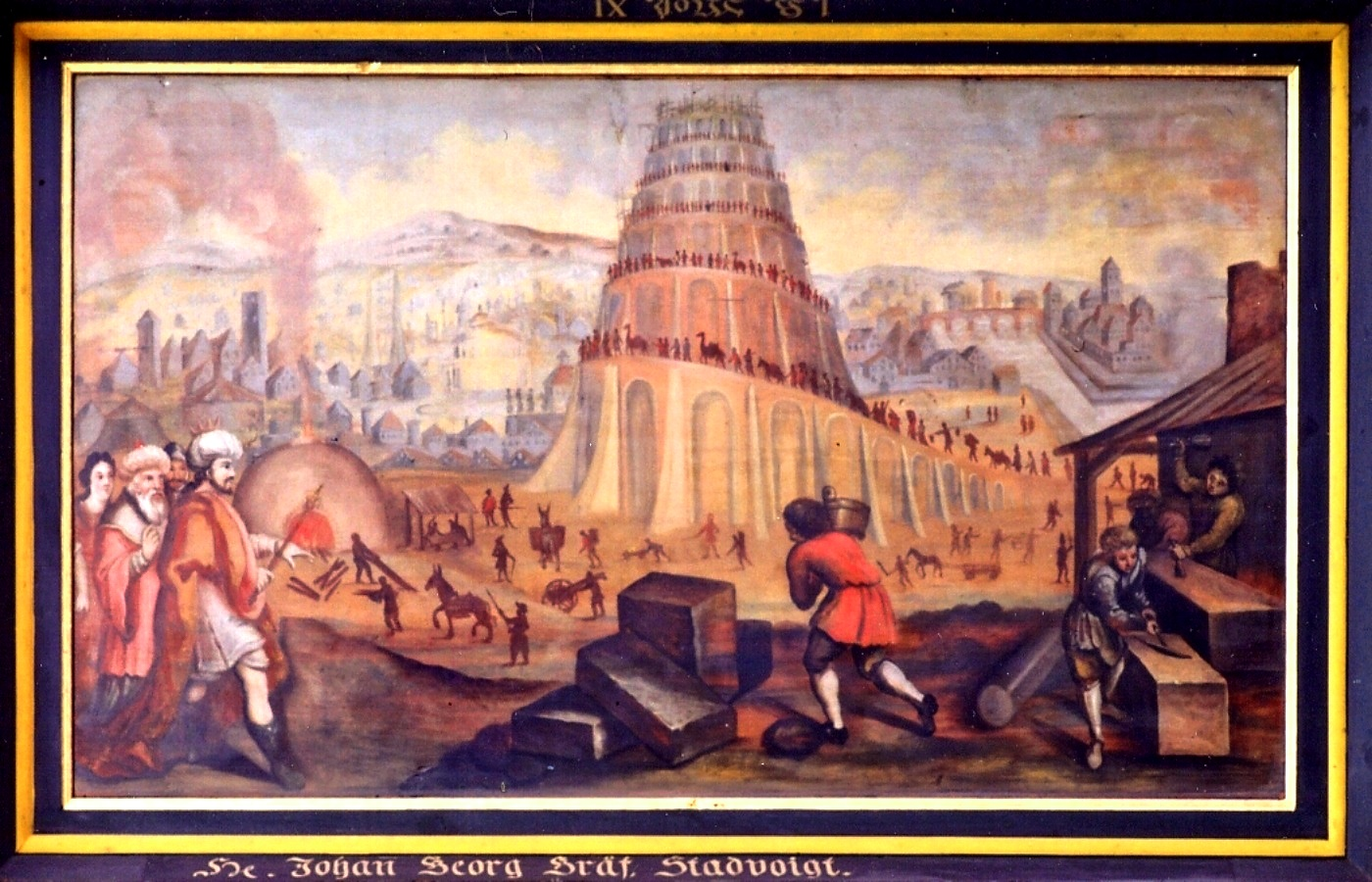
Der Turmbau zu Babel, Bild aus der Kassettendecke von Heinrich Andreas Lohe (1688)

Die Hospitalkirche ist nach der Mutterkirche St. Lorenz (1214) die zweitälteste Kirche in Hof (Saale). Ihre Ursprünge reichen in das 13. Jahrhundert zurück, als um 1260 eine fromme Stiftung gegründet wurde, durch die das Hospital, ein Alten- und Armenhaus für Hofer Bürger am Unteren Tor außerhalb der Stadtmauern Hofs gebaut wurde (1264/1268). Vom Hospital aus gab es einen eigenen Zugang in die für seine Bewohner errichtete Hospitalkirche. Die Hospitalstiftung Hof, die inzwischen von der Stadt verwaltet wird, widmet sich noch heute vor allem der Altenhilfe.
Noch 1675 hieß es: „Es ist das Kirchlein gewesen wie ein armes Waislein, um welches sich niemand groß gekümmert hat und das von den großen Herren und Frauen der Stadt wenig oder gar nicht besucht worden ist.“
Ihrem Standort hat die Kirche zu verdanken, dass sie, anders als alle anderen historischen Kirchen Hofs, von der Zerstörung durch Stadtbrände verschont blieb. 1529 wurde sie evangelisch. Heute ist die Hospitalkirche eine der bedeutendsten Sehenswürdigkeiten Hofs. „Schatzkästlein“ wird sie aufgrund ihrer reichen Ausstattung genannt. „Siemakerng“ heißt sie bei den Hofern, weil ihr Hauptgottesdienst bis vor wenigen Jahren um sieben Uhr morgens begann.
Die Hospitalkirche gehört zum Evangelisch-Lutherischen Dekanat Hof. Zum Sprengel der Kirche gehört der nördliche Bereich der Stadt Hof sowie der nordwestlich an Hof grenzende Gemeindeteil Zedtwitz mit der Friedenskirche.

## Geschichte
Erbaut wurde die Hospitalkirche Mitte des 13. Jahrhunderts (nach 1260) wie viele andere Hospital- oder Spitalkirchen zusammen mit dem Armenspital, das sich Heilig-Geist-Spital nannte und wie andere Spitäler des Mittelalters außerhalb der Stadtmauern an einem Fluss, hier der Saale lag. Der Hospitalkirche wurde der Name Zu unserer lieben Frau beigefügt.
Ein Grundgedanke der frommen Stifter war, durch Werke der Barmherzigkeit den Armen die milde Hand zu reichen und dadurch Vergebung von Sünden und ewige Seligkeit zu erlangen. Am 1. April 1264 erließ Papst Urban IV. einen Ablassbrief an die Bistümer Bamberg, Würzburg und Mainz, mit dem er ihnen die Unterstützung des Hofer Armenspitals anvertraute. Bischof Berthold von Bamberg bevollmächtigte am 23. Mai 1268 den Rektor und die Hospitalbrüder, den Begräbnisplatz des Hospitals weihen zu lassen. Er gewährte den Teilnehmern der Feier einen Ablass von 40 Tagen Fegefeuer für Todsünden und von 100 Tagen für verzeihliche Sünden.
Am 25. Januar 1430 fielen die Hussiten in Hof ein. An Martini 1464 wurde die Kirche erneuert. Am 5. September 1529 begann mit einer Deutschen Messe, die Magister Kaspar Löner in St. Michaelis feierte, das evangelische Kirchenwesen in Hof. Damit wurde auch die Hospitalkirche lutherisch. 1553 führte der Landesherr Markgraf Albrecht Alcibiades Krieg gegen Bamberg, Würzburg und gegen den Burggrafen von Nürnberg. Dieser sandte den Kriegsobristen Heinrich Reuß von Plauen, Burggraf zu Meißen, mit „zwei Fähnlein“ zur Belagerung nach Hof. Die Hospitalkirche wurde als Kriegslager benutzt. Die Markgräfler zerschossen die Kirche daraufhin bis auf die Grundmauern.
1557 wurde die Kirche erneuert und erhielt ihren spätgotischen Marienaltar, der ursprünglich für die erste Kapelle der Michaeliskirche geschnitzt, durch die Reformation aber frei geworden war. Er ist das bedeutendste Kunstwerk in der Stadt Hof. Der Schöpfer war lange Zeit unbekannt. Bis zum Jahr 2007 wurde gerätselt, wem die Initialen „MH“ im Wappen links und rechts der Predella zuzuordnen sind. Rudolf Strößner fand den entscheidenden Hinweis auf den Künstler im Zwickauer Dom (Marienkirche) bei der Betrachtung des dortigen Heiligen Grabes mit einem Wappen von Michael Heuffner, einem Zeitgenossen Peter Breuers (1472–1541). Er schuf den Altar der Hospitalkirche 1511 auf der Höhe seines Schaffens. Im gleichen Jahr soll er in Zwickau mit nur 28 Jahren gestorben sein.
Der Altarschrein enthält drei Figuren: Maria mit dem Christuskind in der Mitte, die heilige Katharina links und die heilige Barbara rechts vom Betrachter aus gesehen. Die beiden Altarflügel enthalten Motive aus der Weihnachtsgeschichte.
Besonders bemerkenswert ist die Kassettendecke der Kirche. Sie besteht aus 90 Tafeln, die der Hofer Maler Heinrich Andreas Lohe auf Vorschlag des damaligen Pfarrers Nikolaus Meyer gestaltete. Die Darstellungen von Geschichten aus dem Alten und Neuen Testament lehnen sich eng an die Bilder von Matthäus Merian dem Älteren (Merianbibel) und eine mit Kupferstichen des Niederländers Cornelis Visscher versehene Osianderbibel von 1665 an. Die Gemälde wurden innerhalb eines Jahres von Juli 1688 bis August 1689 vollendet. Die Arbeit fand solchen Beifall, dass der Maler im gleichen Jahr den Auftrag erhielt, den Orgelchor mit Bildern musizierender Engel und die obere Empore mit Szenen aus der Passionsgeschichte zu schmücken. 1693 erhielt die Kanzel den geschnitzten Schalldeckel mit Figuren von Johann Nikolaus Knoll.
Der Bilderzyklus an der unteren Empore stammen von dem Historienmaler Anton Bischof aus Weißenhorn, der sie anlässlich der Renovierung der Kirche im Jahre 1905 malte. Sie sind nicht so gut erhalten wie die übrigen Bilder der Kirche, da bereits moderne Lackfarben verwendet wurden. 1938 versah der Künstler Helmut Ammann (1907–2001) aus München die Fenster an der Ostseite mit Glasmalerei. Im gleichen Jahr bekam die Kanzel einen neuen Treppenaufgang, an dessen Fuß zwei ebenfalls von Helmut Ammann geschaffene Engel stehen. 1947 wurde die Pfarrei Hof mit der Hauptkirche St. Michaelis in einzelne Kirchengemeinden aufgeteilt. So entstand die selbständige Kirchengemeinde Hof-Hospitalkirche. Altar, Kanzeldeckel und das Epitaph Teich von Bethesda wurden im Jahr 2005 gereinigt und restauriert. 2007 folgten die beiden Rotgussleuchter von 1710 und 1711 und die Wandleuchten auf den Emporen. Vier neue Beleuchtungskörper bestrahlen seitdem die Decke. 2013 wurde der Turm der Kirche restauriert. Der schlechte Zustand der Holzkonstruktion machte einen Nachbau nach dem historischen Vorbild des alten Turms von 1836 notwendig. 2015 wurde der Vorplatz der Kirche, der der Hospitalstiftung Hof gehört, neu gestaltet.

## Orgel

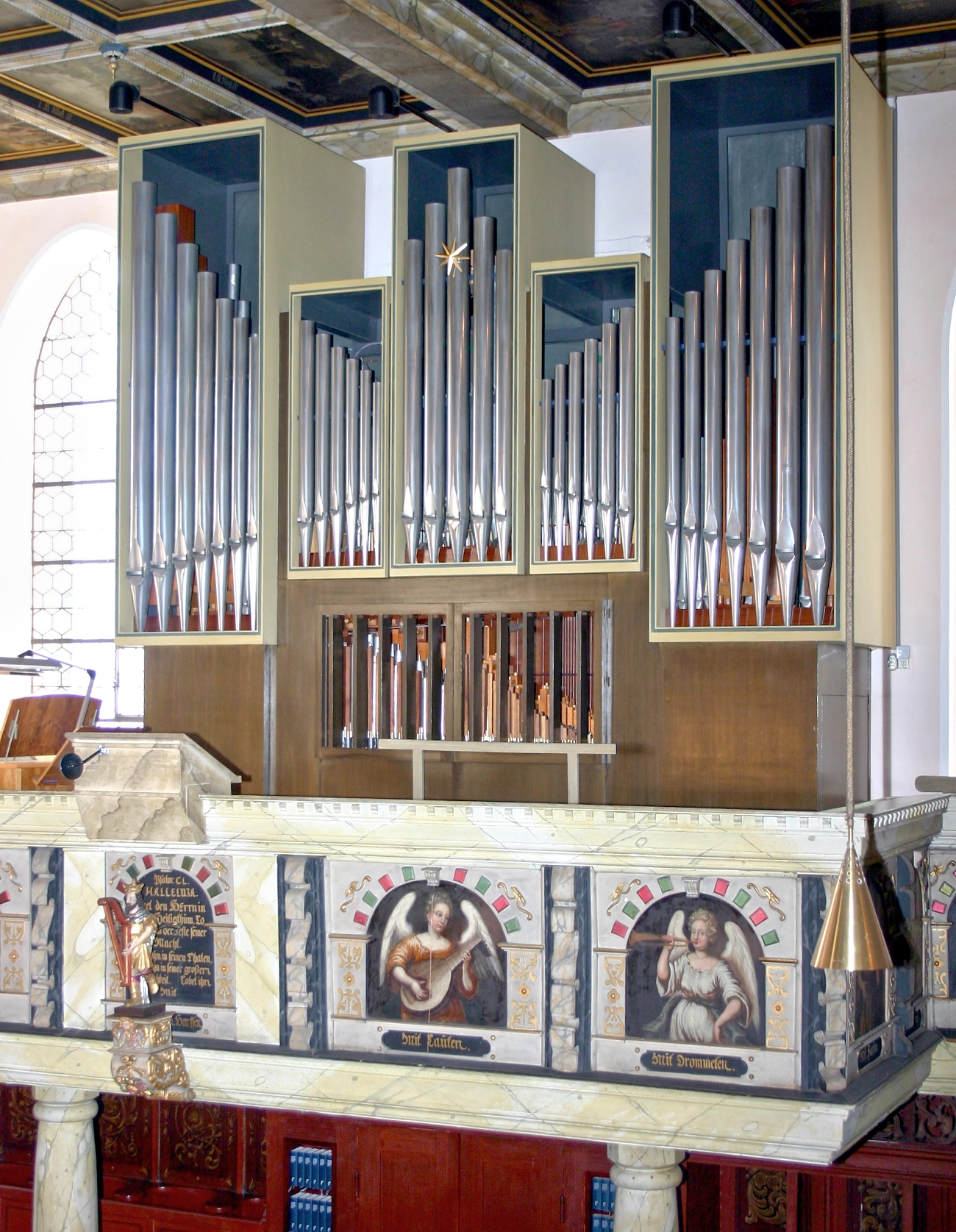
Die Orgel der Hospitalkirche von dem Orgelbauer Simon aus Landshut (1968)

Mit dem Einbau einer Musikempore erhielt die Hospitalkirche um 1550 ein Orgelpositiv, das von einem Gemeindemitglied gestiftet wurde. 1608 wurde das Instrument durch einen Neubau ersetzt. Am 27. Februar 1680 wurde eine für 125 Reichsthaler von dem aus Dänemark stammenden Severin Hollbeck, der die Werkstatt Leubes in Zwickau übernommen hatte, errichtete Orgel geweiht. 1851 erhielt die Kirche eine neue Orgel der Hofer Orgelbaufirma Heidenreich zum Preis von 1180 Gulden. Drei Jahre zuvor hatte der Rat der Stadt die Einrichtung einer eigenen Organistenstelle an der Hospitalkirche beschlossen. 1905 wurde ein Instrument der Firma G. F. Steinmeyer & Co. aus Oettingen angeschafft, die zuvor eine Orgel in der Hofer Stadtkirche St. Marien erbaut hatte.
Die heutige Orgel aus dem Jahr 1968 hat 1187 Pfeifen und 17 Register und stammt von dem Orgelbauer Ekkehard Simon aus Landshut. Im Jahr 2005 wurde sie von der Firma Benedikt Friedrich aus Oberasbach restauriert und mit einem von Stadt- und Dekanatskantor Georg Stanek gestifteten Zimbelstern versehen.
| I Hauptwerk C–g3 |      |
| Schwegel         | 8′   |
| Prinzipal        | 4′   |
| Hohlflöte        | 2′   |
| Terzsept 2fach   |      |
| Mixtur 4fach     | 1/3′ |
| Tremulant        |      |

| II Brustwerk C–g3 |      |
| Gedackt           | 8′   |
| Rohrflöte         | 4′   |
| Nasard            | 2/3′ |
| Prinzipal         | 2′   |
| Zimbel 3fach      | 1/2′ |
| Holzkrummhorn     | 8′   |
| Tremulant         |      |

| Pedalwerk C–f1     |              |
| Subbaß             | 16′          |
| Oktavbaß           | 8′           |
| Gedacktbaß         | 8′           |
| Choralbass         | 4′           |
| Rauschpfeife 2fach | 2' und 11/3′ |
| Trompete           | 8′           |

Spielhilfen: Koppeln I/P, II/P, II/I. Eine freie Kombination. Zungenabsteller.